# Liste der europäischen Nicht-EU-Staaten
Diese Liste der europäischen Nicht-EU-Staaten bietet eine Übersicht über die europäischen Staaten, die nicht Mitglied der Europäischen Union sind:

Langfristige Perspektive der EU
EU-Mitglieder
Beitrittskandidaten
Beitrittsantrag gestellt
Mitgliedschaft möglich

| Staat                   | Hauptstadt       | Wirtschaftliche Zugehörigkeit | Bemerkung                             |
| ----------------------- | ---------------- | ----------------------------- | ------------------------------------- |
| Albanien                | Tirana           | CEFTA                         | Beitrittskandidat der EU              |
| Andorra                 | Andorra la Vella | Europäische Zollunion         |                                       |
| Belarus                 | Minsk            | Eurasische Wirtschaftsunion   |                                       |
| Bosnien und Herzegowina | Sarajevo         | CEFTA                         | Beitrittskandidat der EU              |
| Georgien                | Tiflis           | –                             | Beitrittskandidat der EU              |
| Island                  | Reykjavík        | EFTA                          |                                       |
| Kasachstan              | Astana           | Eurasische Wirtschaftsunion   |                                       |
| Kosovo                  | Pristina         | CEFTA                         | Potenzieller Beitrittskandidat der EU |
| Liechtenstein           | Vaduz            | EFTA                          |                                       |
| Moldau                  | Chișinău         | CEFTA                         | Beitrittskandidat der EU              |
| Monaco                  | (Stadtstaat)     | Europäische Zollunion         |                                       |
| Montenegro              | Podgorica        | CEFTA                         | Beitrittskandidat der EU              |
| Nordmazedonien          | Skopje           | CEFTA                         | Beitrittskandidat der EU              |
| Norwegen                | Oslo             | EFTA                          |                                       |
| Russland                | Moskau           | Eurasische Wirtschaftsunion   |                                       |
| San Marino              | San Marino       | Europäische Zollunion         |                                       |
| Schweiz                 | Bern (de facto)  | EFTA                          |                                       |
| Serbien                 | Belgrad          | CEFTA                         | Beitrittskandidat der EU              |
| Türkei                  | Ankara           | Europäische Zollunion         | Beitrittskandidat der EU              |
| Ukraine                 | Kiew             | –                             | Beitrittskandidat der EU              |
| Vatikanstadt            | (Stadtstaat)     | –                             |                                       |
| Vereinigtes Königreich  | London           | –                             | 1973–2020 EG/EU-Mitglied              |

## Weitere Nicht-EU-Gebiete
| Gebiet      | Status                                                            |
| ----------- | ----------------------------------------------------------------- |
| Färöer      | Autonomiegebiet als „gleichberechtigte Nation“, Teil von Dänemark |
| Gibraltar   | Britisches Überseegebiet                                          |
| Guernsey    | Kronbesitzung, kein Landesteil des Vereinigten Königreiches       |
| Isle of Man | Kronbesitzung, kein Landesteil des Vereinigten Königreiches       |
| Jersey      | Kronbesitzung, kein Landesteil des Vereinigten Königreiches       |